# Кучинская, Наталья Александровна
Ната́лья Алекса́ндровна Кучи́нская (8 марта 1949 года, Ленинград, РСФСР, СССР) — советская гимнастка, позднее —
американский тренер гимнастики и бизнес-вумен.
Училась в Ленинграде в средней школе № 225, затем — в физико-математической школе № 239, которую закончила в 1966 году.
Тренер ― Владимир Рейсон.
Во время XIX летних Олимпийские игр 1968 года в столице Мексики городе Мехико приобрела исключительную популярность у мексиканских зрителей и гостей Олимпиады и была признана самой изящной гимнасткой Всемирных Игр. Ей был присвоен почётный титул «Невеста Мексики». Сын президента страны сделал Наталье Кучинской предложение стать его женой, но получил вежливый отказ.
В начале 1990-х годов эмигрировала в США. Является владельцем и главным тренером гимнастического клуба в Иллинойсе «International Gymnastics Gym».

## Награды
За свои достижения была неоднократно награждена:
- Заслуженный мастер спорта СССР (1966).
- Чемпионка Олимпийских игр 1968 в упражнениях на бревне и командном первенстве.
- Бронзовый призёр Олимпиады 1968 года в вольных упражнениях и многоборье.
- Чемпионка мира 1966 года в вольных упражнениях, на бревне и брусьях.
- Серебряный призёр чемпионата мира 1966 года в личном и командном многоборье.
- Бронзовый призёр чемпионата мира 1966 года в опорных прыжках.
- Серебряный призёр чемпионата Европы 1967 года в вольных упражнениях и упражнениях на бревне.
- Абсолютная чемпионка СССР 1965—1968 годов.
- Чемпионка СССР 1967 года в опорных прыжках и в упражнениях на брусьях, 1965—1967 годов в упражнениях на бревне, 1966, 1967 годов в вольных упражнениях.
- Серебряный призёр чемпионата СССР в упражнениях на брусьях (1966).
- Обладательница Кубка СССР 1966 года в многоборье.
- Серебряный призёр Кубка СССР в многоборье (1965).